# Mosbrucher Weiher

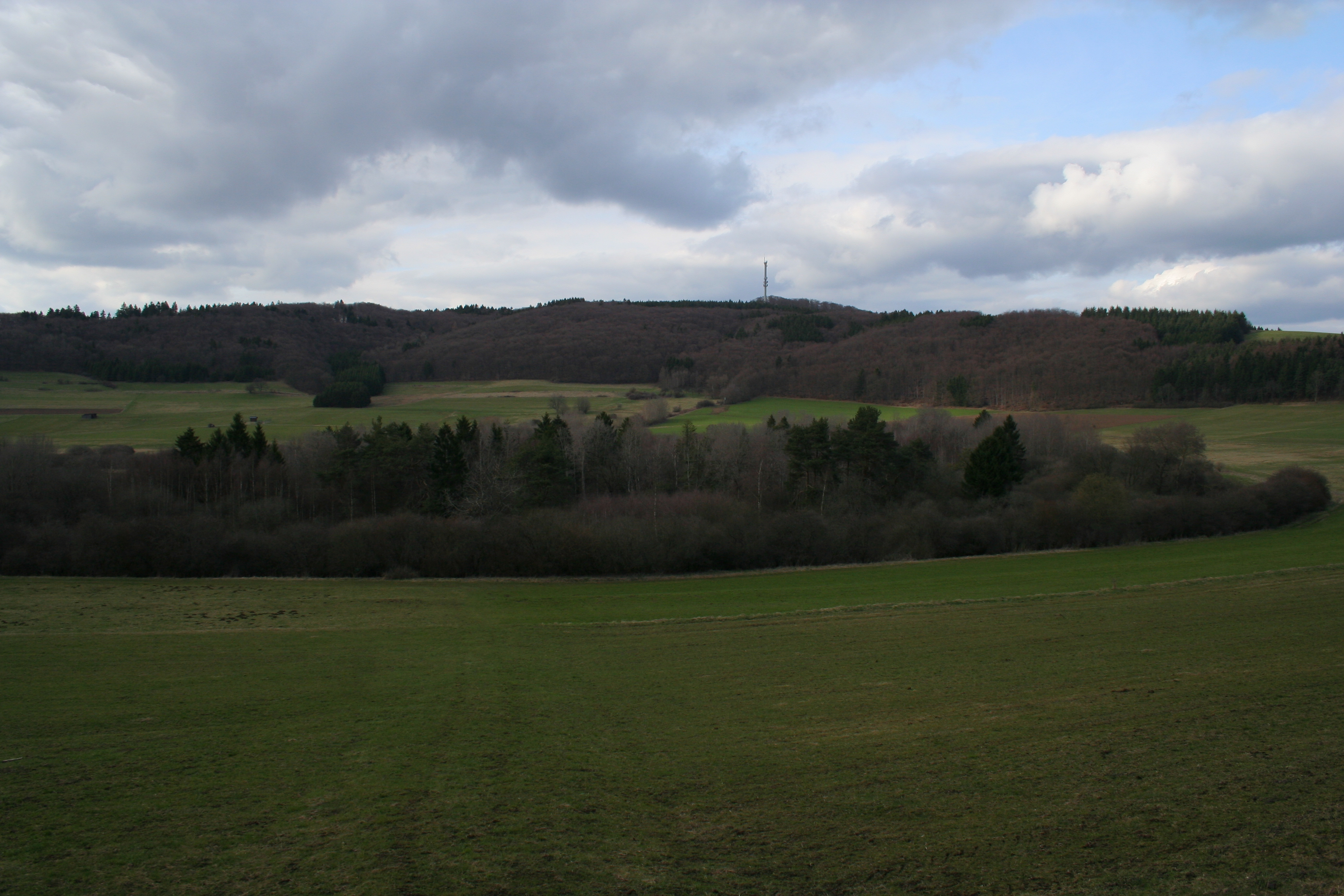
Mosbrucher Weiher

Der Mosbrucher Weiher, auch Mosbrucher Maar, ist ein verlandetes Maar östlich der Ortsgrenze von Mosbruch in der Vulkaneifel. Es liegt direkt am Fuße des 675 Meter hohen Hochkelbergs, eines ehemaligen Vulkans. Der Grund des Maares hat die Form eines länglichen Ovals und ist etwa 700 × 500 Meter groß, die obere Umrandung hat einen Durchmesser von etwa 1.300 × 1.050 m. Damit ist das Mosbrucher Maar das drittgrößte der Westeifelmaare. Auf dem Gebiet des Mosbrucher Weihers entspringt der Üßbach.

## Entstehung
Nach pollenanalytischen Untersuchungen entstand der Krater vor etwa 11.000 Jahren durch einen Vulkanausbruch. In der Umgebung des Maars ist im Vergleich zu anderen Eifelmaaren sehr wenig vulkanischer Tuffe vorhanden, nur an zwei Stellen sind größere Tuffvorkommen aufgeschlossen, der Rest der Umrandung ist nur von einem dünnen Tuffschleier bedeckt. Entweder sind geförderte Tuffe heute zum größten Teil bereits abgetragen, oder der Ausbruch hat nur sehr wenig Tuff gefördert.
Nach dem Ende der vulkanischen Aktivität sammelte sich Wasser in dem Maarbecken, und es entstand ein sehr flacher Maarsee. Wegen des niedrigen Wasserstandes verlandete das Maar sehr schnell, es bildete sich nach einigen Tausend Jahren ein Moor.
Schon zu Römerzeiten – Reste römischer Anlagen sind am Hochkelberg noch vorhanden – staute man jedoch wieder Wasser auf, um den noch vorhandenen Weiher als Fischereigewässer zu erhalten. 1838 wurde das Wasser aus dem Weiher abgelassen, um die westlichen, außerhalb liegenden Bereiche als Ackerland zu nutzen. Heute findet sich dort Wiesen- und Weideland, dem östlichen Teil blieb der Moorcharakter erhalten.
Im 20. Jahrhundert wurde die 6 Meter dicke Torfschicht des Weihers genutzt, um Torf zum Heizen zu stechen. Der Torfabbau wurde in den 1950er Jahren eingestellt.

## Naturschutzgebiet
Durch das Moor hat sich ein ausgezeichneter Lebensraum für seltene Pflanzen und Tiere entwickelt. 1980 wurde der Mosbrucher Weiher zum Naturschutzgebiet erklärt. Es war das 100. Naturschutzgebiet in Rheinland-Pfalz. Eingebettet ist die langfristig angelegte Renaturierungsmaßnahme in das Gesamtprojekt „Wiederherstellung und Erhalt von Hang-, Hoch- und Zwischenmooren sowie angrenzenden Lebensräumen im Hunsrück und der Eifel“, mit der „Stiftung Natur und Umwelt Rheinland-Pfalz“ als Projektträger. Besucher des Maares werden durch sinnvoll angelegte Stege durch das Gebiet geleitet, ohne dass dem Maar Schaden zugefügt wird.